# アブダクション
アブダクション（古代ギリシア語: ἀπαγωγή、英: 
abductive reasoning、retroduction、逆推論、逆行推論）とは、演繹法が前提となる事象に規則を適用して結論を得るのに対し、結論となる事象に規則を適用して前提を推論する方法である。論理的には後件肯定と呼ばれる誤謬であるが、帰納法と並び仮説形成に重要な役割を演じている。この推論方法は古代より指摘されており、チャールズ・サンダース・パースによって論理学に体系的に導入された。
最も分かりやすい例は「雨が降れば草が濡れる」「草が濡れている」の２つが真の場合、「雨が降ったのだろう」と推論する方法である。
アブダクションという語はラテン語abductioに由来し、ab(引き離す)+ducere(導く、連れる)で、通常は「連れ去り」すなわち拉致・誘拐を表しており、専門書でなければ文脈に依存する用語となる。このため英語圏ではアブダクティブ・リーゾニング、あるいはレトロダクションという言い換えが使われることが多い。

## 概要
古くはアリストテレスがアパゴーゲー（古代ギリシア語: ἀπαγωγή）について議論している。アパゴーゲーは英語のturn offに相当する語であるが、チャールズ・サンダース・パースは、演繹・帰納に対する第三の方法として、abductionあるいはretroducitonの語をもちいた。
アブダクション、結果や結論を説明するための仮説を形成することを言うこともある。哲学やコンピュータの分野でも定義づけされた言葉として使われている。アブダクションの意味や思考法は、演繹法や帰納法ともまた異なるものであり、失敗の原因を探ったり、計画を立案したり、暗黙的な仮説を形成したりすることにも応用できる。例えば、プログラムの論理的な誤りを探し出し直す（デバッグ）という過程では、アブダクティヴな解釈と推論が行われており、一般的な立証論理の手法と通じるものがある。他にも、推理小説やミステリ映画などでも真相に迫る過程（推理）のアブダクションを体験できることが醍醐味となっている。
アブダクションは、関連する証拠を（真である場合に）最もよく説明する仮説を選択する推論法である。アブダクションは観察された事実の集合から出発し、それらの事実についても尤もらしく、ないしは最良の説明へと推論する。またアブダクションという用語は、たんに観察結果や結論を説明する仮説が発生することを意味するためにもときおり使われる。だが哲学やコンピュータ研究においては、前者の定義がより一般的である。心理学や計算機科学などではヒューリスティクスと呼ばれている。

## 論理的推論
- 演繹法（Deduction）

演繹は、事象Aと規則「AならばB」から事象Bを導く。このとき事象Aと規則「AならばB」を前提、事象Bを結論と言う。二つの前提（事象Aと規則「AならばB」）が真であれば結論（事象B）は常に真である。
- 枚挙的帰納法（Enumerative Induction）

帰納は、観測した範囲内で事象Aが常に事象Bを伴うとき、規則「AならばB」を推論する。帰納は、演繹法で前提となる事象と結論となる事象との組から前提となる規則を導くものである。この推論は常に正しいとは限らない（例外の発生を否定できない）。
- 逆行推論法（Abduction or Retroduction）

逆行推論は、結論となる事象Bと規則「A→B」から前提となる事象Aを推論する。逆行推論は、演繹法で結論となる事象と前提となる規則とから前提となる事象を導くものである。この推論は後件肯定の誤謬なので常に正しいとは言えないが、発見的推論として基本的な推論方法であり、仮説を作る方法として帰納法とともに重要である。
森田邦久は枚挙的帰納法を狭義の帰納法とし、アブダクションによる推論を広義の帰納的推論に分類する。

## アブダクションの論理学的記述
論理学では、命題（背景となる知識、定理） {\displaystyle T}、および観察の集合 {\displaystyle O}とした場合、アブダクションとは {\displaystyle O} についての説明の集合{\displaystyle E}を {\displaystyle T} にしたがって判定し、そしてそれらの説明のうち、棄却され得ずに残る{\displaystyle E}を選択していく過程である。 {\displaystyle E} が {\displaystyle T} にしたがいつつ {\displaystyle O} の説明であるためには、 {\displaystyle E} は二つの条件を充足しなければならない。
- {\displaystyle O} が、{\displaystyle E} かつ {\displaystyle T}、から導かれる。
- {\displaystyle E} が {\displaystyle T} と無矛盾である。

形式論理学では、 {\displaystyle O} と {\displaystyle E} はリテラルの集合であると想定されている。これら二つの文は {\displaystyle E} が命題 {\displaystyle T} にしたがいつつ {\displaystyle O} の説明であるための条件である。通常これら二つの条件を充足する可能な説明 {\displaystyle E} に対して、他の最小限の条件が課せられるが、これは（ {\displaystyle O} を内含することに寄与しない）的外れな事実がそれらの説明に含められることを避けるためである。アブダクションは {\displaystyle E} の要素を選択する過程でもある。「最良の」説明を選択する基準には、単純性が、より蓋然的であることが、ないしは説明力が、含まれる（オッカムの剃刀）。